# Демченко, Пётр Трофимович
Пётр Трофи́мович Де́мченко (3 октября 1924, с. Заречное, Кузнецкий уезд, Томская губерния, СССР — 11 января 1990, Гомель, Гомельская область, БССР, СССР) — слесарь-сборщик Гомельского завода измерительных приборов Министерства приборостроения, средств автоматизации и систем управления СССР, Герой Социалистического Труда (1974).

## Биография
Родился 3 октября 1924 года в селе Заречное (ныне в Кемеровской области) в семье крестьянина. По национальности русский.
Окончил 7 классов, с 1939 года трудился в колхозе до призыва в армию в августе 1942 года, когда был направлен в Тульское артиллерийское техническое училище. Окончив училище в 1944 году, был направлен в артиллерийские части Народного войска Польского (27-й пехотный полк 10-й пехотной дивизии), где служил до 1946 года. Уволившись в запас, проживал и трудился в Гродно (БССР). Член КПСС с 1950 года. В 1951—1960 годах служил в группе советских войск в Германии, уволился в звании капитана технической службы.
В 1960—1989 годах работал слесарем-сборщиком на Гомельском заводе измерительных приборов, обучал молодых рабочих, в 1975 году был признан лучшим наставником молодёжи БССР.
Указом Президиума Верховного Совета СССР от 3 января 1974 года «за выдающиеся успехи в выполнении и перевыполнении планов 1973 года и принятых социалистических обязательств» удостоен звания Героя Социалистического Труда с вручением ордена Ленина и золотой медали «Серп и Молот».
Жил в Гомеле, где умер 11 января 1990 года, похоронен на местном кладбище «Осовцы».

## Признание и награды
Избирался депутатом Верховного Совета БССР, делегатом XXV съезда Компартии Белорусской ССР.
Награждён орденами Ленина (3.01.1974), Отечественной войны I степени (11.03.1985), Трудового Красного Знамени, польским орденом «Серебряный крест», медалями, в том числе четырьмя медалями ПНР, Почётной грамотой Верховного Совета БССР.
Заслуженный работник культуры БССР (1980). Лауреат Премии Совета Министров СССР (1983). Почётный гражданин города Гомеля (1984).
На проходной завода измерительных приборов, в котором работал П. Т. Демченко (Гомель, ул. Интернациональная, 49), 25 ноября 2008 года была установлена мемориальная доска. Имя занесено на городскую Доску почёта (Гомель).